# Дубровка (Оршанський район)
Дубровка (біл. Дубраўка) — село в складі Оршанського району розташоване в Вітебської області Білорусі. Село підпорядковане Зубревицькій сільській раді.
Веска Дубровка розташована на півночі Білорусі, у південній частині Вітебської області.

## Відомі особистості
В поселенні народився:
- Щербаков Василь Карпович (1898—1938) — український і білоруський радянський історик.